# Emersonella nigricans
Emersonella nigricans är en stekelart som beskrevs av De Santis 1983. Emersonella nigricans ingår i släktet Emersonella och familjen finglanssteklar. Inga underarter finns listade i Catalogue of Life.